# Musikdrama
Musikdrama är en benämning på en med operan besläktad konstform, där huvudvikten läggs på dramat, dikten, vartill musiken kommer som uttrycksmedel, inte som ändamål, till skillnad från traditionell opera. Musikdrama som på 1600-talet betydde opera i allmänhet (drama per musica), blev på 1800-talet först beteckning för Richard Wagners musikdramatiska verk, sedan för sceniska verk i hans anda med text och musik som var för sig fullödiga konstverk.

## Historik
Musikdrama var ursprungligen liktydigt med opera, i det att redan florentinarna, som under 1590-talet gav uppslag till den moderna operan, benämnde denna nya form drama per musica.
Senare blev musikdrama en särskild beteckning för Richard Wagners musikdramatiska verk och dylika, vilka i opposition mot den urartade operan sökt genomföra en enhetlig stilprincip. Själv föredrog Wagner att kalla dem gesamtkunstwerk (allkonstverk). Många hävdar dock att Wagners musikdramer står så långt ifrån andra operaverk att de knappt kan kallas för operor.[källa behövs] Till de viktigaste skillnaderna hör att Wagners musikdramer inte är indelade i så kallade "nummer" (arior, duetter, ensembler osv.) utan tvärtom kännetecknas av musikalisk kontinuitet, en "oändlig melodi".
Medan enligt Wagner i operan musiken gjorts till ändamål och dramat till medel, skall i musikdramat musiken vara endast ett uttrycksmedel, vars ändamål är dramat. Text och musik ska var för sig vara ett konstverk och tillsammans bilda en fullt organisk enhet, där varje persons väsen tecknas i återkommande ledmotiv och allt flyter i ett sammanhang.
Musikdrama är också en alternativ benämning på musikteater över huvud taget.